# کنت‌نشین بورگونی
کنت‌نشین آزاد بورگوندی یا فرانش-کنته (فرانسوی: Franche Comté de Bourgogne‎; آلمانی: Freigrafschaft Burgund) یک کنت‌نشین قرون وسطایی (از ۹۸۲ تا ۱۶۷۸) از امپراتوری مقدس روم، ناحیه پیشین منطقه مدرن فرانش-کنته. نام "franc(he) comté" از عنوان کنت‌نشین آن، "franc comte" در آلمانی Freigraf «کنت آزاد»، گرفته شده‌است که به معنای بی‌واسطگی امپراتوری است. نباید آن را با همنام غربی‌تر دوک‌نشین بورگوندی که از سال ۸۴۳ به‌عنوان شاه‌نشینی از فرانسه اشتباه گرفت.

## تاریخ
این منطقه زمانی بخشی از پادشاهی بورگوندی‌ها را تشکیل می‌داد که در سال ۵۳۴ توسط فرانک‌ها فتح و به امپراتوری فرانک پیوسته بود. امپراتوری در سال ۸۴۳ توسط پیمان وردون تقسیم شد، منطقه غرب سون به فرانک باختری به عنوان دوک‌نشین بورگوندی فرانسه، در حالی که بخش‌های جنوبی و شرقی پادشاهی سابق بورگوندی‌ها به فرانک میانی تحت فرمان امپراتور لوتار یکم واگذار شد. این بخش فرانک میانی به دو واحد مستقل جنوب (بورگوندی سفلی) در ۸۷۹ و شمال (بورگوندی علیا) تحت فرمان پادشاه رودلف یکم در ۸۸۸ تبدیل شد. کنت‌نشین بورگوندی بخش غربی دومی را تشکیل داد.
در سال ۹۳۳، با فروپاشی امپراتوری کارولنژی، بورگوندی سفلی و علیا تحت پادشاهی رودلف دوم به عنوان پادشاهی آرل (آرلات) دوباره متحد شدند، که خود در میان هرج و مرج فئودالی با انقراض خط او در سال ۱۰۳۲ فروپاشید. زمانی که امپراتور کنراد دوم از سلسله سالیان به عنوان امپراتور مقدس روم برگزیده شد، به امپراتوری مقدس روم منتقل شد، در حالی که دوک‌نشین بورگوندی توسط شاخه فرعی از دودمان کاپتی فرانسه دوباره نصب شد.
در سال ۹۸۲، اتو-ویلیام، پسر آدلبرت لومباردی، کنت ماکن در دوک‌نشین بورگوندی، از ازدواج خود با Ermentrude of Roucy، کنت‌نشین بورگوندی را دریافت کرد. بدین ترتیب، او مؤسس سلسله آنسکاری شد، شاخه‌ای از دوک‌های بوسونی دوک‌های بورگوندی، از تبار هیو سیاه، برادر قرن دهمی دوک رودولف. در سال ۱۰۰۲، اتو-ویلیام همچنین پس از مرگ ناپدری خود دوک هنری یکم مدعی دوک‌نشین بورگوندی شد. با این حال، دو سال بعد، روبر دوم، پادشاه فرانسه دوک‌نشین را به عنوان یک سرزمین تاج بازگرداند، و او تنها توانست با اقامت خود در دول بر منطقه آرلات حکومت کند. توسعه مسیرهای تجاری در سراسر ژورا و توسعه معدن نمک رونق کنت‌نشین را تضمین کرد و شهرهای آن آزادی و بی‌طرفی خود را در درگیری‌های فئودالی حفظ کردند.
در پایان قرن یازدهم، پسر کنراد، هاینریش سوم اسقف اعظم بزانسون را به مقام یک صدراعظم بزرگ ارتقا داد و به بزانسون درجه یک شهر آزاد امپراتوری تحت حمایت مستقیم امپراتور اعطا کرد. گوی بورگوندی، برادر رنود دوم، بعداً پاپ شد. در قرن دوازدهم، حفاظت امپراتوری امکان توسعه بزانسون را فراهم کرد، اما در سال ۱۱۲۷، پس از ترور ویلیام سوم، پسرعموی او رنو سوم، یوغ امپراتوری را کنار زد. بورگوندی از آن زمان به بعد فرانش-کونته «شهرستان آزاد» نامیده شد.
اتو چهارم، پسر هیو و آدلاید، آخرین کنت فئودالی بورگوندی بود. او ابتدا با دختر کنت بار ازدواج کرد، اما این ازدواج بدون فرزند بود. ازدواج دوم او با نوه لوئی نهم، پادشاه فرانسه، کنتس ماهاوت آرتوآ بود. این ازدواج کنت‌نشین را تحت نفوذ فرانسه قرار داد. دختران اتو چهارم و ماهات، ژوآن دوم و بلانش، به ترتیب با فیلیپ پنجم و شارل چهارم پادشاهان فرانسه، پسران فیلیپ چهارم، ازدواج کردند. ژوآن پس از درگیر شدن در ماجرای تور دو نسل، ملکه فرانسه شد. در همان ماجرا، بلانش به جرم زنا مجرم شناخته شد و تا پایان عمر زندانی شد.
اتو چهارم پس از نزاع با بارون‌های خود و پس از شورش جدید علیه فرانسوی‌ها که توسط جان شالون آرلی انجام شد، این شهرستان را به عنوان مهریه به دخترش واگذار کرد و در سال ۱۲۹۵ پادشاه فرانسه را به عنوان مدیر جهیزیه تعیین کرد. با ازدواج دختر و وارث آنها، ژوآن، اودوی چهارم دوک‌نشین و کنت‌نشین تحت فرمان خود را دوباره متحد کرد و به دنبال آن نوه‌اش دوک فیلیپ یکم. اتحاد شخصی پس از مرگ فیلیپ بدون وارث در سال ۱۳۶۱، زمانی که دوک‌نشین بورگوندی به عنوان یک شاه نشین توسط ژان دوم، پادشاه فرانسه به تصرف خود درآمد، دوباره شکسته شد، در حالی که کنت‌نشین امپراتوری توسط فیلیپ بزرگ به ارث رسید. مارگارت یکم، کنتس بورگوندی، نوه کنت اتو چهارم. او در سال ۱۳۸۲ املاک خود را به پسرش لوئی دوم، کنت فلاندر وصیت کرد.
لوئی دوم در سال ۱۳۸۴ درگذشت و هیچ وارث مردی باقی نگذاشت، و کنت‌نشین بورگوندی بخشی از جهیزیه عظیم دخترش مارگارت را تشکیل داد که در سال ۱۴۰۵ به پسرش، دوک بورگوندی، ژان بی‌باک به ارث رسید. نوادگان او از خاندان والوآ-بورگوندی تا زمان مرگ دوک شارل جسور در سال ۱۴۷۷ در نبرد نانسی، در اتحاد شخصی با دوک بورگوندی، کنت‌نشین را اداره کردند. عموزاده او، لوئی یازدهم، پادشاه فرانسه، بلافاصله این کنت‌نشین را اشغال کرد، اما آرشیدوک ماکسیمیلیان یکم هابسبورگ با این اقدام مخالفت کرد، زیرا او شوهر دختر شارل، ماری بورگوندی بود. اگرچه در نبرد گینگیت در سال ۱۴۷۹ شکست خوردند، اما فرانسوی‌ها این کنت‌نشین را حفظ کردند تا اینکه جانشین لوئی، شاه شارل هشتم، که می‌خواست از درگیری بر سر ناحیه به خاطر مداخله‌اش در ناپل رهایی یابد، طی پیمان سنلیس در ۱۴۹۳، دوباره آن را به امپراتور ماکسیمیلیان و پسرش فیلیپ یکم کاستیا واگذار کرد.
کنت‌نشین بورگوندی با هلند، در اختیار هابسبورگ اسپانیا بود تا اینکه سرانجام با پیمان‌های نیمیخن در سال ۱۶۷۸ به فرانسه ملحق شد.